# Provinz Mashonaland East
Mashonaland East (deutsch Ostmaschonaland) ist eine Provinz im Nordosten Simbabwes. Sie ist 32.230 km² groß und hat 1.731.173 Millionen Einwohner (2022). Marondera ist die Hauptstadt von Mashonaland East.

## Geographie
| Provinz Harare           | Provinz Mashonaland Central                 | Provinz Tete, Mosambik |
| Provinz Mashonaland West | Kompassrose, die auf Nachbargemeinden zeigt | Provinz Manicaland     |
| Provinz Midlands         | Provinz Masvingo                            | Provinz Manicaland     |

## Distrikte

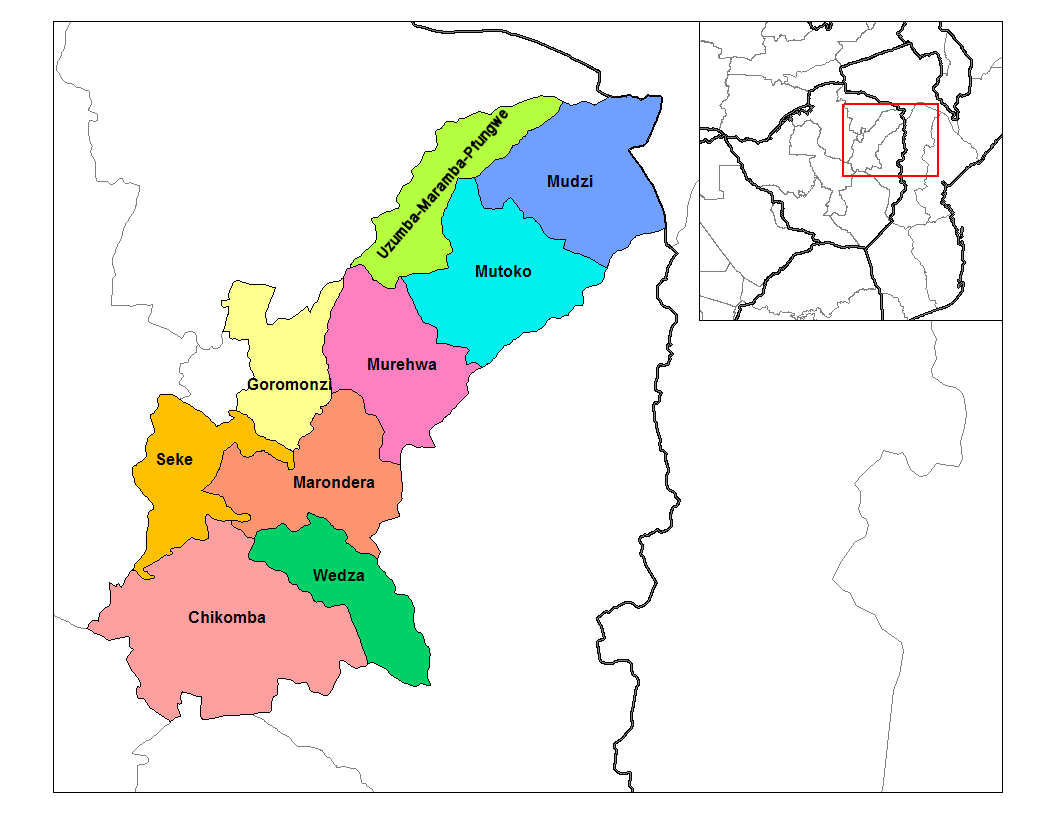
Distrikte in Mashonaland East (ohne Urbane Distrikte)

Die Provinz besteht aus 11 Distrikten (Stand 2022). Davon sind 9 Ländliche Distrikte (Rural) und 2 Städte mit Distrikt Status (Urban). Ursprünglich war der Chikomba Distrikt Teil der Provinz Midlands:
| Distrikt                            | Fläche in [km²] | Einwohner 2012 | Einwohner 2022 | Bevölkerungsdichte 2022 [Einwohner/km²] |
| ----------------------------------- | --------------- | -------------- | -------------- | --------------------------------------- |
| Chikomba (ehemals Charter Distrikt) | 6503            | 120.986        | 123.932        | 19                                      |
| Goromonzi                           | 2520            | 224.987        | 386.203        | 153                                     |
| Hwedza (Wedza)                      | 2560            | 70.968         | 74.870         | 29                                      |
| Marondera Rural                     | 3414            | 116.985        | 136.173        | 40                                      |
| Marondera Urban                     | 59              | 61.998         | 66.204         | 1125                                    |
| Mudzi                               | 4158            | 133.252        | 158,478        | 38                                      |
| Murewa                              | 3556            | 199.607        | 205.440        | 58                                      |
| Mutoko                              | 4050            | 146.127        | 161.091        | 40                                      |
| Ruwa Urban                          | 40              | 56.678         | 94.078         | 2329                                    |
| Seke                                | 2637            | 100.756        | 200.478        | 76                                      |
| Uzumba-Maramba-Pfungwe (UMP)        | 2673            | 112.611        | 124.226        | 46                                      |
| Gesamt                              | 32.171          | 1.344.955      | 1.731.173      | 54                                      |